# Êxodo urbano
Êxodo urbano é o termo pelo qual se designa a migração de grandes cidades por seus habitantes, que, em busca de tranquilidade, segurança, bem-estar e qualidade de vida, se transferem de regiões consideradas de grande densidade populacional a regiões afastadas dos grandes centros urbanos.

## Em Portugal
Desde os finais da década de 1990 que o custo e a qualidade de vida nas grandes cidades têm exercido uma forte influência de deslocalização da população dessas cidades para zonas do interior e/ou rurais. A par destas contrariedades, a extensão da banda larga por todo o território tem permitido a profissionais independentes e a teletrabalhadores esta deslocalização para as regiões de "baixa densidade".
A cidade europeia que mais população perdeu foi Lisboa, conforme dados da Comissão Europeia: nos últimos dez anos (1995–2005), Lisboa perdeu 20% da população.
Ainda em Portugal, a segunda maior cidade, o Porto, perdeu no mesmo período 28% da população estando em 2006 com 270 mil habitantes. A mesma demografia de outras trinta e quatro cidades da Península Ibérica.

## No Brasil
O êxodo urbano tem uma origem recente no Brasil, onde ainda é mais comum a prática do êxodo rural. Os principais motivos que levam as pessoas a saírem das grandes cidades são os altos índices de violência, a poluição (seja atmosférica, da água, visual ou auditiva), congestionamentos devido a grande quantidade de automóveis que circulam nas vias e o alto custo de vida nos grandes centros urbanos.[carece de fontes?]
Outro motivo pela qual algumas pessoas se dirigem para a zona rural ou para cidades pequenas é buscando qualidade de vida, vivendo em contato com a natureza e produzindo seu próprio alimento, sendo praticado por movimentos naturistas, veganos e ambientalistas.[carece de fontes?]
Em 2020, com a pandemia de COVID-19 e a popularização do home-office, a quantidade de pessoas que deixam grandes cidades com destino ao interior aumentou. Sem a necessidade de estar presencialmente nas empresas, percorrer o tráfego das grandes cidades e em busca de imóveis ou aluguéis mais baratos e com mais espaço.